# 310년대
310년대는 310년부터 319년까지를 가리킨다.